# えひめフィルム・コミッション
えひめフィルム・コミッション（略称：e-FC）は、愛媛県へ映画やテレビドラマのロケ地を誘致したり、県内ロケに係わる情報提供や公的手続きの支援をする公的機関である。誘致や支援を活発に行い、愛媛県の観光や地域の魅力をPRすることを目的としている。2002年7月1日設立。

## 主な支援作品

### 映画
- 船を降りたら彼女の島 （2003年）
- ホーム・スイートホーム2 日傘の来た道（2003年）
- 世界の中心で、愛をさけぶ（2004年）
- ロード88　出会い路、四国へ（2004年）
- 恋は五・七・五!（2005年）
- 恋まち物語（2005年）
- となり町戦争(2007年)

### テレビドラマ
- がんばっていきまっしょい （2005年、関西テレビ制作）
- きみの知らないところで世界は動く（2005年、NHK松山制作）
- 坂の上の雲（2010年、NHK制作）
- ランナウェイ〜愛する君のために（2011年10月、TBS制作）